# The Five Blobs
The Five Blobs (en español las cinco manchas), fueron un grupo de músicos de sesión estadounidense formado en Los Ángeles, California en 1958 con el solo propósito de grabar la canción Beware of the Blob, tema de la película La Mancha Voraz protagonizada por Steve McQueen. La canción, escrita por Burt Bacharach y Mack David, fue sacada a la venta en un sencillo de Columbia Records y se convirtió en un éxito alcanzando la posición 33 en las listas de popularidad de Estados Unidos, y llegando hasta los primeros diez lugares en las listas regionales de California. El lado "B" del disco contenía la canción instrumental Saturday Night in Tiajuana [sic], también una composición de Bacharach.
El nombre del líder de la banda, Bernie Nee, no fue incluido en ningún material promocional del disco o la película lo cual causó el enojo del músico quien en protesta publicó sus propios anuncios publicitarios destacando su papel. Como consecuencia fue despedido de Columbia.
Nee firmó posteriormente un contrato con Joy Records donde en 1959 Los Five Blobs estrenaron dos nuevos discos de 45 revoluciones que incluyeron cuatro nuevos temas, a saber: From the Top of Your Guggle (to the Bottom of Your Zooch) con Rockin' Pow Wow y Juliet con Young and Wild; el nuevo material no tuvo el éxito esperado por la discográfica y la banda desapareció.